# مدوده
مدوده (به آلمانی: Zwischenwässern) در اسلوونی با جمعیت ۱۴٬۱۶۱ نفر است.